# Баркабо
Баркабо (ісп. Bárcabo, араг. Barcabo) — муніципалітет в Іспанії, у складі автономної спільноти Арагон, у провінції Уеска. Населення — 124 особи (2009).
Муніципалітет розташований на відстані близько 380 км на північний схід від Мадрида, 41 км на схід від Уески.
На території муніципалітету розташовані такі населені пункти: (дані про населення за 2009 рік)
- Альмасорре: 24 особи
- Баркабо: 31 особа
- Беторс: 15 осіб
- Еріполь: 15 осіб
- Оспіталед: 9 осіб
- Лесіна: 24 особи
- Санта-Марія-де-ла-Нуес: 11 осіб
- Суельвес: 0 осіб

## Демографія
Динаміка населення (INE ):

## Галерея зображень

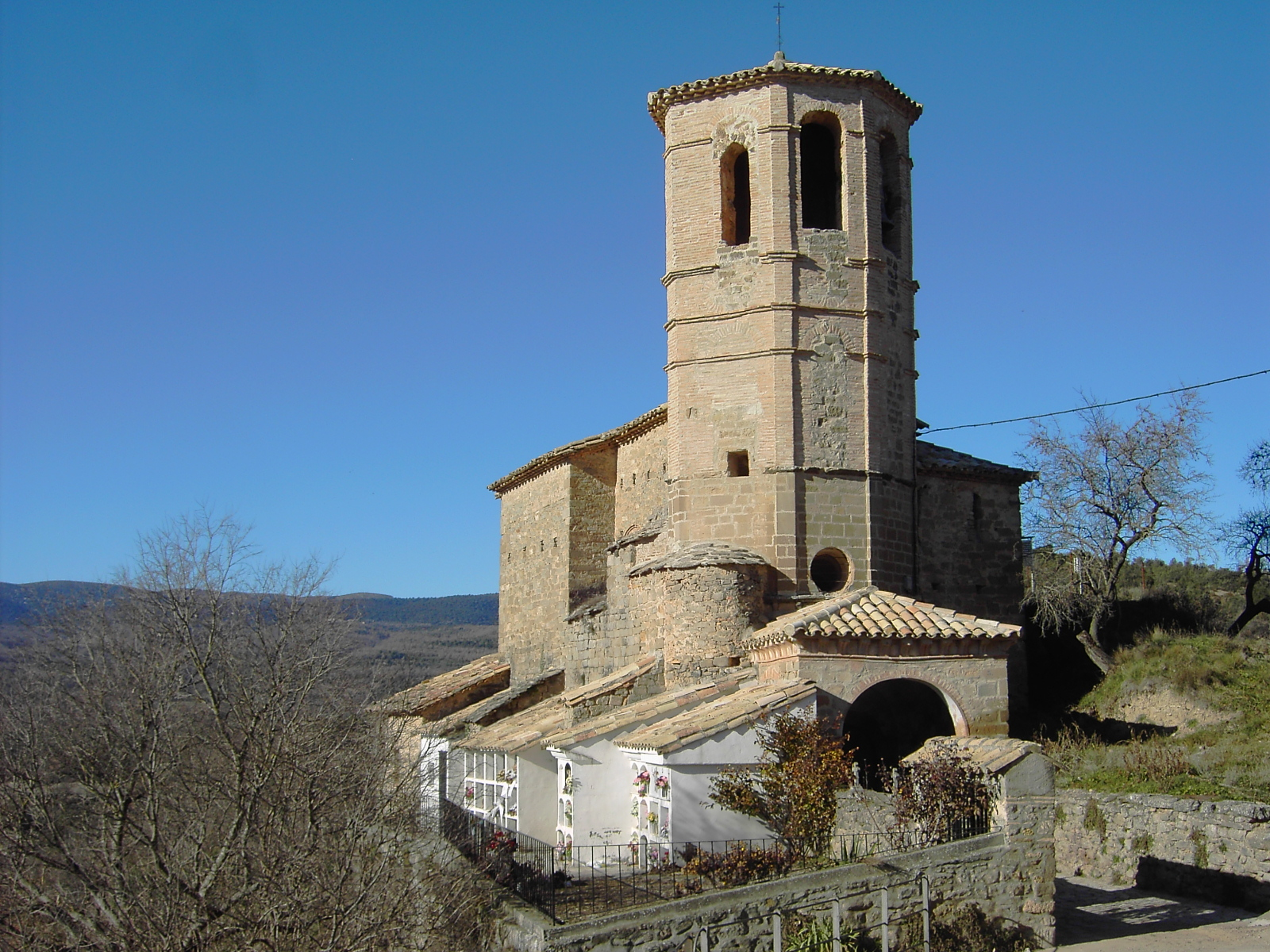
Церква у Баркабо